# بالگردگاه غرب خیابان سی‌ام
بالگردگاه غرب خیابان سی ام  (به انگلیسی: West 30th Street Heliport) یک فرودگاه همگانی با کد یاتا JRA است. این فرودگاه در شهر نیویورک کشور ایالات متحده آمریکا قرار دارد و در ارتفاع ۲٫۱ متری از سطح دریا واقع شده است.